# Nécropole delle Grotte
La Nécropole delle Grotte est constituée majoritairement par des tombes remontant à la période hellénistique (IVe – IIe siècle av. J.-C.) de la civilisation étrusque et est située dans le golfe de Baratti, dans la commune de  Piombino  (province de Livourne).

## Localisation
La nécropole est visitable à l'intérieur du Parc archéologique de Baratti et Populonia. 

## Types de tombes
La  nécropole delle Grotte fouillée dans les années récentes et encore en cours d'études comporte des tombes à chambre dites « à hypogée ». Beaucoup d'entre elles ont été profanées depuis l'Antiquité. Elles sont creusées dans le grès. D'autres sépultures plus petites sont a cassone (de type crémation ou inhumation).
D'autres tombes plus simples a fosse sont de simples fosses dans la terre contenant néanmoins un matériel intéressant. Celles-ci remontent toutes à l'époque hellénistique (IVe – IIe siècle av. J.-C.). Certaines sont creusées dans les caves de grès exploitées lors des périodes précédentes.

## Galerie

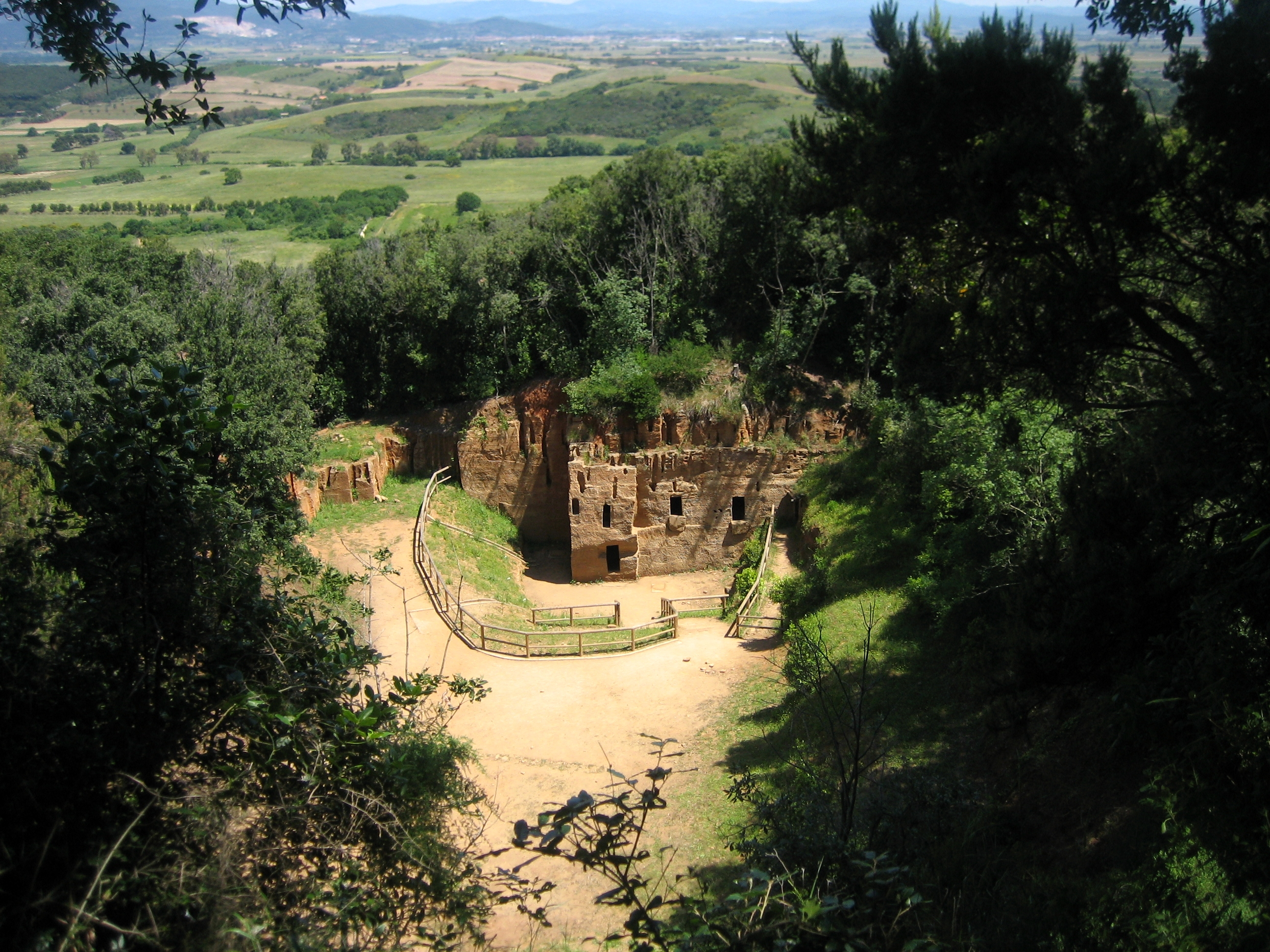
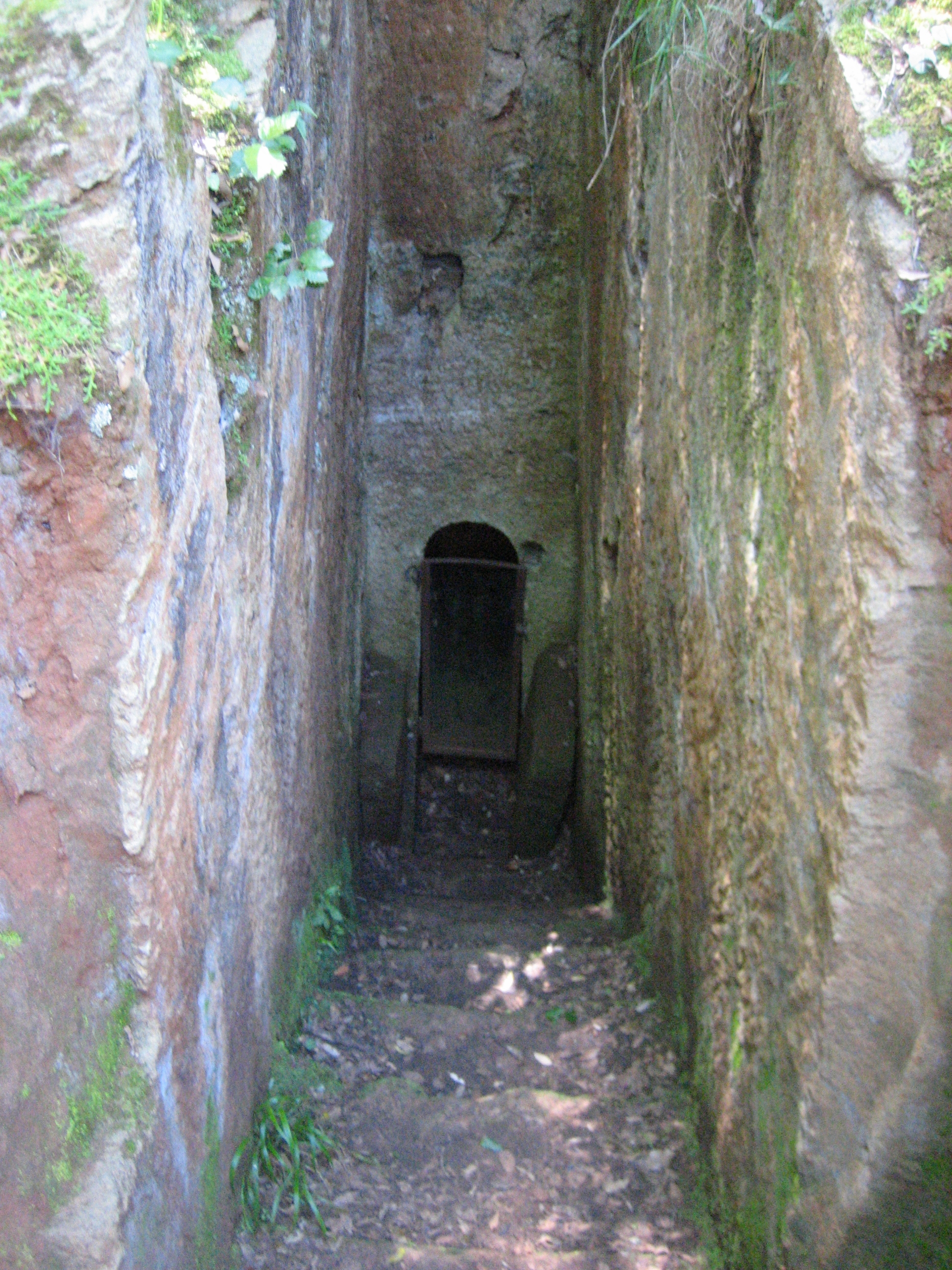